# SNK vs. Capcom: The Match of the Millennium
SNK vs. Capcom: The Match of the Millennium es un juego de peleas crossover para la consola portátil Neo Geo Pocket Color. Fue el primer juego en conjunto entre las dos compañías. Lanzado en 1999, es el cartucho que más memoria ocupa de la consola, lo cual se refleja en bastante contenido desbloqueable y unos escenarios muy detallados para el sistema.
Una versión adaptada para Nintendo Switch fue lanzada el 17 de febrero de 2021. La versión de Switch agrega soporte para multijugador local y modo TV por primera vez. Posteriormente se lanzó para Microsoft Windows el 30 de septiembre de 2021.

## Jugabilidad
Las opciones de juego incluyen equipos de lucha de dos personajes, tres personajes, y por supuesto, lucha en solitario. Después de eso, el jugador puede elegir entre un medidor de nivel del estilo Capcom, un medidor de carga del estilo SNK, o un medidor "neutral" que mejora los super-ataques cuando es completado. Cada personaje tiene su propio personaje rival, contra el cual luchara en el cuarto combate. Los dos últimos combates ponen al jugador enfrentándose contra el equipo de lucha compuesto por Geese Howard y M. Bison primero, y después, dependiendo de cual sea el lado opuesto de su personaje, Orochi Iori o Evil Ryu.
Como característica secundaria, dispone de un modo Olímpico, donde el jugador puede jugar minijuegos temáticos tales como disparar contra alienígenas Mars People al estilo de videojuego de Metal Slug o ayudar a Arthur, del videojuego Ghosts 'n Goblins, a saltar fosos para arrebatar tesoros, y evitar chocar con Red Arremer. También cuenta con eventos con modalidades de tiempo de ataque, primer golpe, y supervivencia. El desempeño del jugador en estos juegos le otorga puntos vs. especiales que puede utilizar para desbloquear un movimiento especial para cada personaje.
Este videojuego es capaz de vincularse con esos otros como SNK vs. Capcom: Card Fighters Clash e incluso la versión del videojuego Capcom vs. SNK: Millennium Fight 2000 para la plataforma Sega Dreamcast, pero con el único propósito de servir para la transferencia de datos. La versión original japonesa también podía transferir datos a la versión porteada para la plataforma Sega Dreamcast del videojuego The King of Fighters '98 con la finalidad de obtener character points ("puntos de personaje").
El uso de material perteneciente a ambas compañías es bastante extenso, desde que todos los personajes tienen su propio tema musical interpretado (aunque no siempre se trata del primer tema de musical del videojuego donde aparecieron por primera vez), hasta presentar los escenarios de ambos universos. También hay varias pantallas interesantes que aparecen cuando el videojuego se utiliza en una plataforma monocroma Neo Geo Pocket, con ciertas escenas tales como Alex y K' mirándose desafiantes el uno al otro, Shermie vestida como Morrigan, la propia Morrigan luciendo un traje similar al de M. Bison (el cual Balrog y Vega miran con vergüenza), Chun-Li haciendo su pose de provocación/burla mientras que Li Xiangfei juega con un Neo Geo Pocket, y ambos Lilith y Kaede jugando juntos con sus Neo Geo Pocket.

## Personajes
El juego presenta un total de 26 personajes de SNK y Capcom, ocho de los cuales están ocultos y deben desbloquearse. 
Cada personaje tiene su respectivo rival, con el cual se debe enfrentar en la cuarta pelea del modo arcade.
El plantel de luchadores de este juego es muy similar al del primer Capcom vs. SNK, todos los personajes presentes volverían a aparecer allí excepto Felicia, B.B Hood, Leona y Akari.
| Nombre   | Origen                         | Rival de    |
| -------- | ------------------------------ | ----------- |
| Ryu      | Street Fighter                 | Kyo         |
| Akuma    | Super Street Fighter II Turbo  | Iori        |
| Ken      | Street Fighter                 | Terry       |
| Chun-Li  | Street Fighter II              | Mai         |
| Dan      | Street Fighter Alpha           | Ryo         |
| Sakura   | Street Fighter Alpha 2         | Athena      |
| Guile    | Street Fighter II              | Leona       |
| Morrigan | Darkstalkers                   | Nakoruru    |
| Zangief  | Street Fighter II              | Haohmaru    |
| Felicia  | Darkstalkers                   | Akari       |
| B.B Hood | Vampire Savior: Darkstalkers 3 | Yuri        |
| M. Bison | Street Fighter II              | Geese       |
| Evil Ryu | Street Fighter Alpha 2         | Orochi Iori |

| Nombre      | Origen            | Rival de |
| ----------- | ----------------- | -------- |
| Kyo         | KOF 94            | Ryu      |
| Iori        | KOF 95            | Akuma    |
| Terry       | Fatal Fury        | Ken      |
| Mai         | Fatal Fury 2      | Chun-Li  |
| Ryo         | Art of Fighting   | Dan      |
| Athena      | Psycho Soldier    | Sakura   |
| Leona       | KOF 96            | Guile    |
| Nakoruru    | Samurai Shodown   | Morrigan |
| Haohmaru    | Samurai Shodown   | Zangief  |
| Akari       | The Last Blade    | Felicia  |
| Yuri        | Art of Fighting 2 | B.B Hood |
| Geese       | Fatal Fury        | M. Bison |
| Orochi Iori | KOF 97            | Evil Ryu |